# Business Software Alliance

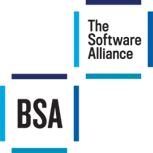
Logo da Business Software Alliance (BSA)

Business Software Alliance (BSA) é uma empresa criada em 1988 representando várias das maiores empresas de software do mundo. Sua principal atividade é tentar deter a violação de direitos autorais dos softwares produzido por seus membros.
É financiada através de anuidades baseadas no faturamento de cada membro, e através de acordos com empresas que violaram o copyright do software de seus membros; foi a principal aliada na pretensão monopolista de empresas como a Microsoft nos primeiros anos de sua existência. No final dos anos 90, quando a justiça dos EUA pôs em xeque a existência da própria Microsoft (e a liberdade de seus criadores), passou a laborar em prol de um status quo bias no mercado de software global. Porém, após a BSA diretamente sofrer sanções por conta de seu modice operanda pela justiça da Austrália e em sociedades em que o Estado de Direito se expressa com muita clareza, limita-se hoje em dia em atuar para a mesma coisa em países em desenvolvimento, incluindo o Brasil — uma República e um Estado de Direito, que no Art. 170 de sua Constituição expressamente ser princípio da ordem econômica do Brasil exatamente o oposto da atuação dos colaboradores da BSA.
É um membro da International Intellectual Property Alliance.

## Membros
| - Adobe Systems - Apple Inc. - Autodesk - Avid Technology - Bentley Systems - Borland - CA, Inc. - Cadence Design Systems - Cisco Systems - CNC Software/Mastercam - Corel Corporation | - Dell - EMC Corporation - Entrust - Hewlett-Packard - IBM - Intel Corporation - Intuit - McAfee - Microsoft - Monotype Imaging - Network Associates | - PTC - Quark - Quest Software - RSA Security - SAP - Siemens PLM Software - SolidWorks - Sybase - Symantec - Synopsys - The Mathworks |